# Das Leben und Ich
Das Leben und Ich (Originaltitel: Boy Meets World, in Österreich Boy Meets World – Das Leben und ich) ist eine US-amerikanische Sitcom, die 158 Episoden in sieben Staffeln umfasst. Die Erstausstrahlung der Originalfassung lief von 1993 bis 2000 auf ABC, die der deutschen Fassung von 1996 bis 2002 auf RTL. Derzeit ist die Serie im Angebot von Disney+.

## Handlung
Der elfjährige Cory Matthews lebt mit seiner Familie (Vater Alan, Mutter Amy, älterer Bruder Eric, jüngere Schwester Morgan) in einem Vorort von Philadelphia. Seine ganze Aufmerksamkeit gilt nicht nur seiner Freundin Topanga, sondern auch der Frage, wie er die Pubertät und das Leben an sich meistern soll. Dabei hilft ihm sein Freund Shawn Hunter, und gelegentlich auch der Schuldirektor, George Feeny.

### Staffel 1: Mittelschule
Die erste Staffel beginnt mit Cory Matthews (Ben Savage) und seinem besten Freund Shawn Hunter (Rider Strong), zwei durchschnittliche Sechstklässler. Sie kümmern sich nicht um Schularbeiten, trotz der Bemühungen ihres langjährigen Lehrers George Feeny (William Daniels). Anfangs ist ihr Hauptinteresse Sport, obwohl Shawn und dann Cory später beginnen, sich für Mädchen zu interessieren. Diese Staffel konzentriert sich speziell auf Corys Beziehungen zu den anderen Charakteren in der Serie. Er beginnt, seine Eltern besser zu verstehen und respektiert sie für alles, was sie tun. Seine Beziehung zu seinem älteren Bruder Eric (Will Friedle) wird verwirrend, da Erics ständige Besessenheit von Mädchen Cory fremd ist und er seine jüngere Schwester Morgan (Lily Nicksay von dieser Staffel bis zum Ende der zweiten Staffel) beschützt. Cory zeigt allmählich Interesse an Topanga (Danielle Fishel), einer klugen Außenseiterin in seiner Klasse, obwohl er dies oft verbirgt, indem er sie beleidigt und beschimpft. Cory und Topanga kennen sich seit ihrer Kindheit. Die Freundschaft von Cory und Shawn wird zum ersten Mal auf die Probe gestellt und Cory muss sich oft entscheiden, ob er tun soll, was Shawn will, oder das zu tun, was das Beste für ihre Freundschaft ist.

## Synchronisation
Die deutschsprachige Synchronisation entstand unter der Dialogregie von Ivar Combrinck durch die Synchronfirma Bavaria Atelier in München.
| Rolle            | Schauspieler        | Synchronsprecher   |
| ---------------- | ------------------- | ------------------ |
| Cory Matthews    | Ben Savage          | Butz Combrinck     |
| Alan Matthews    | William Russ        | Ivar Combrinck     |
| Amy Matthews     | Betsy Randle        | Katharina Lopinski |
| Eric Matthews    | Will Friedle        | Dirk Meyer         |
| Shawn Hunter     | Rider Strong        | Benedikt Weber     |
| Topanga Lawrence | Danielle Fishel     | Angela Wiederhut   |
| Angela Moore     | Trina McGee         |                    |
| Jack Hunter      | Matthew Lawrence    | Dominik Auer       |
| George Feeny     | William Daniels     | Franz Rudnick      |
| Jonathan Turner  | Anthony Tyler Quinn | Marcus Off         |
| Chet Hunter      | Blake Clark         | Thomas Rau         |

## Crossover
Im Rahmen der Serie gab es drei Crossover mit anderen Sitcoms:
- In Staffel 3, Folge 21 (Der fröhlichste Ort der Welt) tritt Staci Keanan als Dana Foster aus Eine starke Familie auf.
- In Staffel 5, Folge 5 (Die Hexen von Pennbrook) tritt Melissa Joan Hart als Sabrina Spellman aus Sabrina – Total Verhext! auf. Dieses Crossover setzt sich auch in Folge 6 der fünften Staffel fort. Dort tritt Sabrina Spellmans Kater Salem Saberhagen auf, der im englischen Original von Nick Bakay synchronisiert wird.
- In Folge 15 (Acting Out) der Serie Maybe This Time, die in Deutschland bisher nicht ausgestrahlt wurde, treten Ben Savage und Rider Strong in ihren Rollen aus Das Leben und Ich auf.

## Fortsetzung
Der Disney Channel begann im November 2012 unter dem Titel Das Leben und Riley (engl. Girl Meets World) eine Fortsetzung von Das Leben und Ich zu entwickeln. Die Fortsetzung dreht sich um Cory Matthews’ und Topanga Lawrences 13-jährige Tochter Riley und deren Freundin Maya, die zusammen die 7. Klasse besuchen. Die Hauptrollen erhielten Rowan Blanchard und Sabrina Carpenter. Mehrere Darsteller aus der Ursprungsserie nahmen in der Fortsetzung ihre alten Rollen wieder auf, wozu unter anderem Ben Savage und Danielle Fishel als Cory und Topanga Matthews und William Daniels als George Feeny zählen. Die Ausstrahlung der Serie begann am 27. Juni 2014. Nach drei Staffeln und 72 Folgen endete die Serie mit Ausstrahlung des Serienfinales am 20. Januar 2017. Die deutschsprachige Erstausstrahlung erfolgte im Mai 2015.

## Auszeichnungen
- 3 Nick-Kids’-Choice-Awards-Nominierungen, davon einmal ausgezeichnet
- 15 Young-Artist-Award-Nominierungen, davon dreimal ausgezeichnet
- 3 YoungStar-Award-Nominierungen, davon einmal ausgezeichnet